# Теракт в Бейруте (2012)
Теракт в Бейруте — был совершен 19 октября 2012 года и направлен против бригадного генерала Висама аль-Хассана, главы разведывательной службы Сил внутренней безопасности Ливана. В результате взрыва начинённого взрывчаткой автомобиля погибли 8 человек, включая аль-Хассана, более сотни получили ранения, многим зданиям нанесён значительный ущерб, повреждены десятки машин. Теракт стал крупнейшим в Бейруте за последние 4 года. Наблюдатели связывают данный террористический акт с гражданской войной в соседней Сирии, продолжающейся уже около полутора лет.